# Tom Hopper

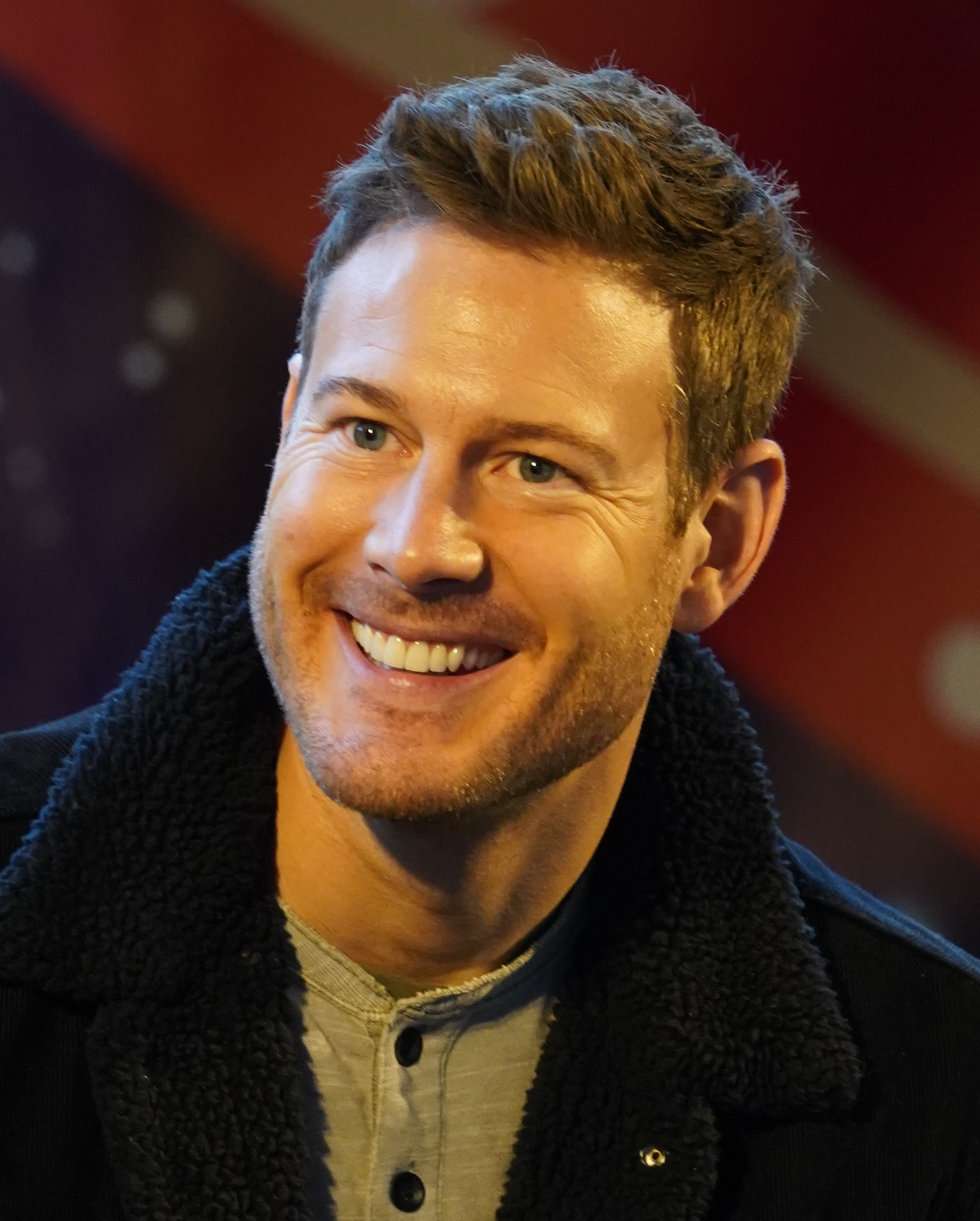
Tom Hopper (2022)

Thomas Edward Hopper (* 28. Januar 1985 in Coalville, Leicestershire, England) ist ein britischer Schauspieler.

## Leben
Bekannt wurde Tom Hopper durch seine Rolle in der BBC-Serie Merlin – Die neuen Abenteuer, in der er Sir Percival spielt. Ebenfalls hatte er Rollen in: Doctor Who, Casualty und Tormented. Er ist für eine Rolle in Grace and Danger vorgesehen. In dem Abenteuerfilm Northmen – A Viking Saga spielte er die Hauptrolle des Wikinger Asbjörn, der aus seiner Heimat verbannt wurde und an der Küste Schottlands Schiffbruch erleidet. Von 2014 bis 2017 war er in der Starz-Serie Black Sails als Billy Bones zu sehen.
2017 übernahm er in der siebten Staffel der HBO-Serie Game of Thrones die Rolle des Dickon Tarly, der zuvor in Staffel 6 von Freddie Stroma gespielt wurde.

## Filmografie (Auswahl)
- 2007: Casualty (Fernsehserie, eine Episode)
- 2007: Saxon
- 2009: Tormented
- 2010–2012: Merlin – Die neuen Abenteuer (Merlin, Fernsehserie, 13 Episoden)
- 2010: Doctor Who (Fernsehserie, eine Episode)
- 2013: Cold
- 2013: Knights of Badassdom
- 2014–2017: Black Sails (Fernsehserie, 34 Episoden)
- 2014: Northmen – A Viking Saga
- 2016: Aufstand der Barbaren (Barbarian Rising, Fernsehserie, 2 Episoden)
- 2016: Kill Ratio
- 2017: Game of Thrones (Fernsehserie, 4 Episoden)
- 2018: I Feel Pretty
- 2019–2024: The Umbrella Academy (Fernsehserie, 36 Episoden)
- 2019: Terminator: Dark Fate
- 2021: S.A.S. Red Notice (SAS: Red Notice)
- 2021: Killer’s Bodyguard 2 (The Hitman’s Wife’s Bodyguard)
- 2021: Resident Evil: Welcome to Raccoon City
- 2022: Love in the Villa
- 2024: Space Cadet
- 2024: Place of Bones